# Garantenpflicht
Garantenpflicht bezeichnet im Strafrecht die Pflichten, dafür einzustehen, dass ein bestimmter tatbestandlicher Erfolg nicht eintritt (vergleiche zum deutschen Strafrecht § 13 StGB). Sie ist Voraussetzung für eine Strafbarkeit wegen Unterlassens, soweit es sich um ein sogenanntes unechtes Unterlassungsdelikt handelt. Die verpflichtete Person heißt Garant. Die (Verletzung der) Garantenpflicht gehört zu den Rechtswidrigkeitsmerkmalen. 

## Garantenstellung
Die Garantenpflicht wird durch die Garantenstellung begründet. Diese setzt gemäß § 13 StGB das Bestehen einer besonderen Pflichtenstellung auf tatbestandlicher Ebene voraus. Die einzelnen sie begründenden Umstände sind ungeschriebene Tatbestandsmerkmale der unechten Unterlassungsdelikte. Die Entsprechungsklausel des § 13 StGB verlangt, dass positives Tun und Unterlassen eines Tuns gleichwertig sind, damit die Garantenstellung rechtserheblich werden kann.
In der sogenannten Funktionenlehre werden zwei grundsätzliche Arten von Garantenstellungen angenommen, die wiederum verschiedene Entstehungsgründe haben können. Diese werden insbesondere mit der Rechtsquellenlehre bestimmt. Weniger bedeutend ist die Soziologische Garantenlehre, welche die Garantenstellung aus den gesellschaftlichen Norm- und Moralvorstellung abzuleiten versucht. In der Lehre vom Rekurs auf einzelne Grundelemente wird versucht, in den Garantenstellungen die substanziellen Kernelemente zu identifizieren.

### Rechtsstellung nach der Funktionenlehre

#### Schutz von Rechtsgütern
Der Typ des Beschützergaranten beschreibt die Pflichtenposition steht, dass jemand dafür einzustehen hat, dass ein bestehendes Rechtsgut vor Schäden geschützt wird (Erfolgsabwendungspflicht). Sie kann folgen aus: 
- Rechtssatz mit dem Beispiel des Vormunds oder des Betreuers nach § 832 BGB,
- enger natürlicher Verbundenheit oder der  Familiengemeinschaft vorrangig in der Beziehung der Elter für ihre Kinder und umgekehrt sowie der Ehegatten untereinander,
- aus der insbesondere freiwilligen Übernahme oder berufsmäßigen, Pflichten von Schutz und Beistand, Beispiel Arztberuf,
- einer Gefahrengemeinschaft von Bergsteigergruppen, Forschungsexpeditionen oder
- besonderer Amtsstellung wie bei Polizei, Feuerwehr oder sonst.

 im § 323c StGB.

#### Schutz vor einer bestimmten Gefahrenquelle
Der Typ des Überwachergaranten kann auch gegeben sein, wenn jemand eine Pflichtenposition hat, in der sie oder er dafür einzustehen hat, dass sich die von einer bestimmten Quelle ausgehenden Gefahren nicht realisieren. Sie folgt unter anderem aus: 
- Verkehrssicherungspflichten (auch freiwillige Übernahme von Sicherungspflichten) z. B. Haus-/Grundstückseigentümer, Kfz-Halter, Hundehalter,
- dem Inverkehrbringen gefährlicher Gegenstände,
- der Pflicht zur Beaufsichtigung Dritter, z. B. über einen Gefangenen, psychisch Kranken (nicht unter Ehegatten)
- pflichtwidrigem gefährlichem Vorverhalten (Ingerenz), z. B. der den Unfall pflichtwidrig verursachende Kraftfahrer

### Garantenstellung nach der Rechtsquellenlehre
Nach der Rechtsquellenlehre kann sich die Garantenstellung insbesondere aus dem Gesetz und sonstigen Normen oder einem Vertrag ergeben:
Beispiele mit Rechtsquellenangabe:
- Eltern als Garant für ihre Kinder (§ 1626 BGB)
- Garantenstellung von Ehegatten (§ 1353 BGB), analog auch anwendbar auf sonstiges enges Gemeinschafts- und Vertrauensverhältnis
- Geschäftsführer/Vorstand einer Gesellschaft (z. B. § 43 GmbHG)
- Verpflichtungen zur Verantwortung aus Vertrag (z. B. Erzieher oder Erzieherin, Sicherheitsdienst bei Veranstaltungen)
- Verpflichtungen im Rahmen einer freiwilligen Übernahme im Rahmen einer Gefahrengemeinschaft (vgl. § 705 ff. BGB, z. B. gemeinsame Bergexpedition)
- Garantenstellung aus Eröffnung und Beherrschung von Gefahrenquellen (Arbeitsschutz-, Verkehrsordnung-, Umweltschutzvorschriften etc.)
- Ingerenz: pflichtwidriges Vorverhalten, z. B. unerlaubter Ausschank von Alkohol an erkennbar Betrunkene (§ 20 Nr. 2 GastG)